# Keoloevaakamauaua
Keoloevaakamauaua (havajski Keʻoloʻewa-a-Kamauaua = „Keoloeva, sin Kamauaue”) bio je veliki poglavica (ili kralj) havajskog ostrva Molokaija. On je drugi poznati vladar tog ostrva te je pripadao dinastiji koja je vladala Molokaijem nekoliko generacija.

## Biografija
Keoloeva je rođen na Molokaiju, najverovatnije u 10. veku.
Njegov otac je bio poglavica Kamauaua od Molokaija, prvi poznati vladar ostrva. Majka Keoloeve je bila poglavarka Hinakeha. Za porodicu Kamauaue se veruje da potiče od princa Nanaulua sa Tahitija.
Keoloeva nije bio najstarije dete. Imao je jednog starijeg brata, čije je ime Kaupeepeenuikauila. On je prepustio tron Keoloevi te je oteo poglavarku Hinu od Hila. 
Mlađa braća Keoloeve bili su Haili i Ulihalanui.
Keoloeva je nasledio oca na tronu Molokaija, a oženio je Nuakeu, ćerku Keaunuija od Oahua.
Ćerka Nuakeje i Keoloeve je bila kraljica Kapauanuakea, koja je oca nasledila.